# 達克欣卡利廟

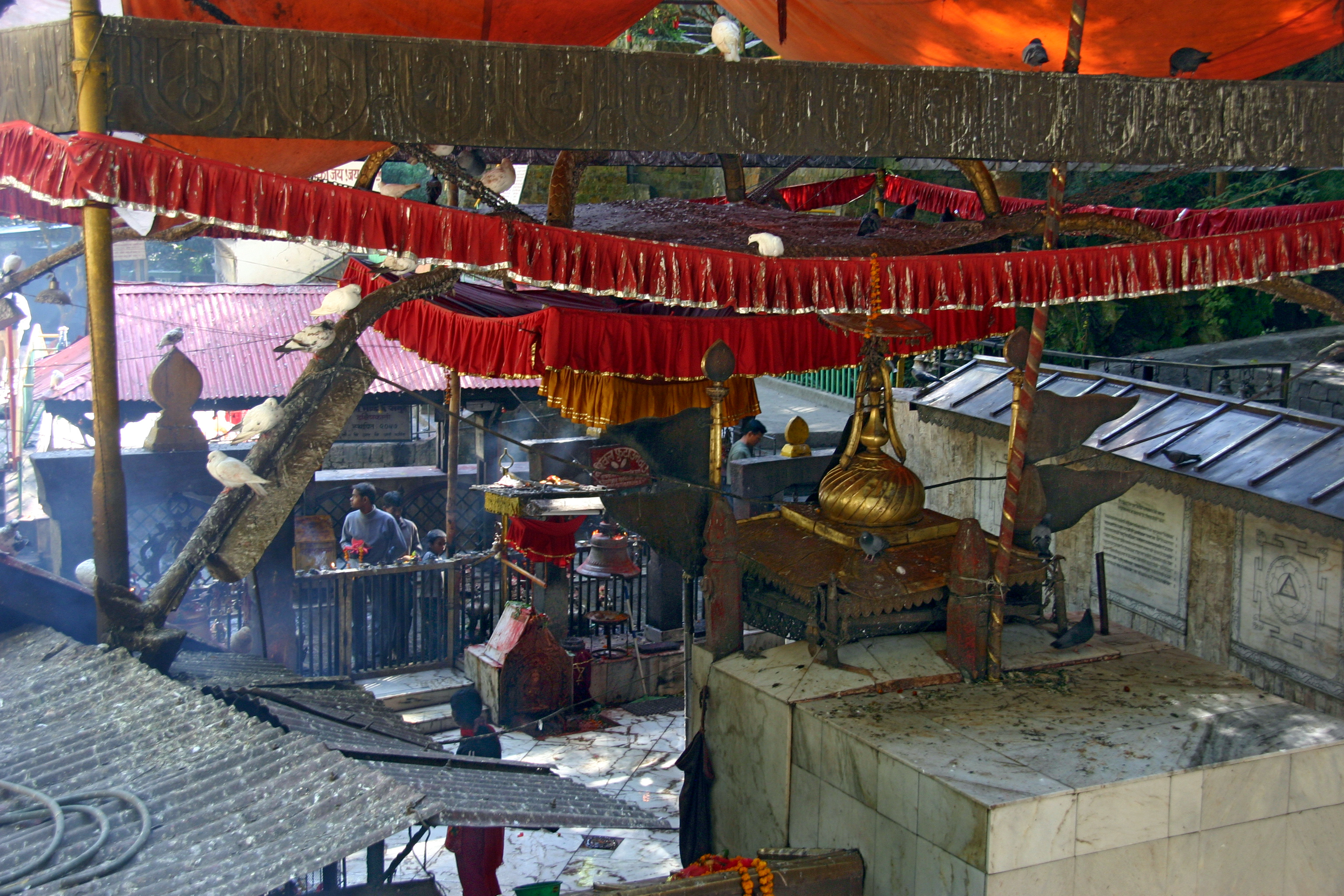

達克欣卡利廟（英語：Dakshinkali Temple 或 Dakshin Kali Temple），位於尼泊爾加德满都以外22公里，是一座印度教寺庙。

## 简介
该庙的名字由“达克欣”（dakshin，意为南方）、“卡利”（Kali，即“時母”）组成，意在指出地处壮观的河谷中的该庙的位置。该庙位於尼泊爾加德满都以外22公里，在帕尔平格村外1公里。该庙是尼泊爾供奉時母的主要寺庙之一。這里經常進行牲祭，特别是在難近母節，經常以公鸡和未经阉割的公山羊为牲禮。